# Sofades
Sofades (gr. Σοφάδες) – miejscowość w Grecji, w administracji zdecentralizowanej Tesalia-Grecja Środkowa, w regionie Tesalia, w jednostce regionalnej Karditsa. Siedziba gminy Sofades. W 2011 roku liczyła 5556 mieszkańców.